# Trikosan
Trikosan (CH3(CH2)21CH3) (sumární vzorec C23H48) je uhlovodík patřící mezi alkany, má 23 uhlíkových atomů v molekule.